# Tomas Pineda
Tomás Ernesto Pineda Nieto (Santa Ana, 1946. január 21. –) salvadori válogatott labdarúgókapus.

## Pályafutása

### Klubcsapatban
1963 és 1968 között a CD UES, 1968 és 1971 között az Alianza FC csapatában játszott. 1971 és 1973 között a Juventud Olímpica játékosa volt, 1974-ben CD UES csapatában védett. 1975 és 1977 között a Luis Ángel Firpo együttesét erősítette.

### A válogatottban
1970 és 1976 között szerepelt a salvadori válogatottban. Részt vett az 1970-es világbajnokságon, de egyetlen mérkőzésen sem lépett pályára.

## Sikerei, díjai
Juventud Olímpica
- Salvadori bajnok (1): 1973